# Penhas Juntas
Penhas Juntas is een plaats (freguesia) in de Portugese gemeente Vinhais en telt 265 inwoners (2001).